# NET 2012
Die NET 2012 (Abkürzung für Niederflur-Elektrotriebwagen 2012) sind Stadtbahn-Triebzüge der Serie Vossloh Citylink, die bei Vossloh für die Verkehrsbetriebe Karlsruhe (VBK) hergestellt wurden. Die Triebwagen wurden für den Einsatz bei der Stadtbahn Karlsruhe entwickelt und verkehren dort seit 18. Oktober 2014. Sie werden von der VBK und der Albtal-Verkehrs-Gesellschaft (AVG) eingesetzt.

## Geschichte
Die Verkehrsbetriebe Karlsruhe bestellten im Oktober 2011 für insgesamt 75 Millionen Euro 25 Triebzüge zur Auslieferung ab Oktober 2013. Dabei wurde eine Option auf weitere 50 Fahrzeuge vereinbart. Die Fahrzeuge wurden von Vossloh Rail Vehicles in Valencia hergestellt und montiert. Der ursprüngliche Liefertermin konnte nicht eingehalten werden und wurde deswegen auf Ende Mai 2014 verlegt. Im März 2014 wurden auf der werkseigenen Teststrecke in Valencia erste Fahr- und Bremsversuche durchgeführt. Seit dem 19. Juni 2015 haben die Fahrzeuge außerdem die Zulassung nach EBO, sodass diese nach Fahrerschulungen auch wie geplant auf den Gleichstrom-Stadtbahnlinien S1/S11 (Hardtbahn und Albtalbahn) der Albtal-Verkehrs-Gesellschaft eingesetzt werden können.
Im April 2015 wurden weitere 25 Fahrzeuge dieses Typs bestellt, davon 14 für die AVG. Die Auslieferung dieser ersten Option ist ab April 2016 geplant. Mit der Ende März 2016 angeforderten zweiten Option sollten ab Herbst 2016 weitere 25 Triebzüge an die AVG geliefert werden. Hätte nach Auslauf des Anfang März 2016 unterzeichneten Verkehrsvertrags ein anderes Verkehrsunternehmen den Verkehr auf der Albtalbahn übernommen, wäre eine Übernahme der AVG-Fahrzeuge durch den Landkreis Karlsruhe vorgesehen gewesen.
Im Jahr 2017 wurde begonnen, den Innenraum der Fahrzeuge zu überarbeiten. Hierbei werden 30 gelbe Halteschlaufen, zusätzliche Haltegriffe an den Sitzen und im Mittelwagen horizontale Haltestangen eingebaut, in Bereichen mit breitem Gang die seitlichen Sitzabstände vergrößert, zwischen Vorrangsitzen eine klappbare Armlehne angebracht und die Beleuchtungsstärke reduziert. Der Umbau kostet etwa 6.000 Euro pro Triebzug. Bei den ungefähr 40 noch nicht ausgelieferten Triebzügen werden diese Anpassungen bereits beim Hersteller vorgenommen.
Mit dem Triebwagen 400 wurde im März 2019 die Auslieferung abgeschlossen.

## Aufbau
Bei den NET 2012 handelt es sich um 37,2 Meter lange, 2,65 Meter breite und 3,655 Meter hohe, achtachsige Gelenktriebwagen vom Typ Citylink des Herstellers Vossloh. Das Fahrzeug ist als Einrichtungsfahrzeug konzipiert und verfügt über drei Fahrzeugsegmente. Die drei Wagenteile des Triebwagens sind durchgehend begehbar und ruhen auf konventionellen Drehgestellen mit einer Gummi- und Metallfederung und zusätzlich einer Luftfederung. Der mittlere Wagenkasten läuft auf zwei Laufdrehgestellen, die beiden Endteile stützen sich auf dem Mittelteil und je einem Triebdrehgestell ab. Die vier Drehstromfahrmotoren leisten je 125 Kilowatt. Die Öffnungen der fünf Türen sind 1,3 m breit und 2,1 m hoch. Bei einer Einstiegshöhe von 34 cm über der Schienenoberkante und mit einem Fußboden, welcher nur über den äußeren Triebdrehgestellen um einige Zentimeter erhöht ist, bieten die Fahrzeuge einen Niederfluranteil von 80 %. Die Triebwagen sind mit Scharfenbergkupplungen mit Kontaktaufsätzen ausgestattet und können somit zu Mehrfachtraktionen gekuppelt werden. Als Fahrzielanzeiger kommt eine LED-Matrixanzeige zum Einsatz.
Die Triebzüge haben eine Längssteifigkeit von 800 kN. Sie können Neigungswechsel mit einer Gradientenausrundung ab 500 m befahren.

### Innenraum
Insgesamt sind 82 vollwertige Sitzplätze in der 2+2-Abteilform und zusätzlich 25 Klappsitze in den drei Mehrzweckbereichen vorhanden. Dazu kommen bei Nichtbenutzung der Klappsitze 151 Stehplätze. Der Innenraum ist vollständig klimatisiert. In der Mitte von jedem Fahrzeugsegment sind ähnlich wie beim ET 2010 jeweils zwei nach hinten und zwei nach vorne gerichtete Monitore angebracht. Diese dienen der Fahrgastinformation und zeigen den nächsten Halt, den Linienverlauf, oder Anschlussverbindungen an. Der gesamte Fahrzeuginnenraum wird mit Kameras überwacht.

### Farbgebung und Design
Die äußere Gestaltung des NET 2012 folgt dem aktuellen Farbkonzept der Verkehrsbetriebe Karlsruhe. Die Fahrzeuge sind dreifarbig – mit einem Wagenkasten in der Farbe dahliengelb, signalroter Schürze und schwarzem Fensterband – lackiert. Der NET 2012 wird nach dem ET 2010 die zweite Fahrzeuggeneration in diesem neuen, im Jahre 2010 vorgestellten Farbkonzept sein. Es wurde unter Einhaltung des Corporate Designs des Karlsruher Verkehrsverbundes (KVV) entworfen.

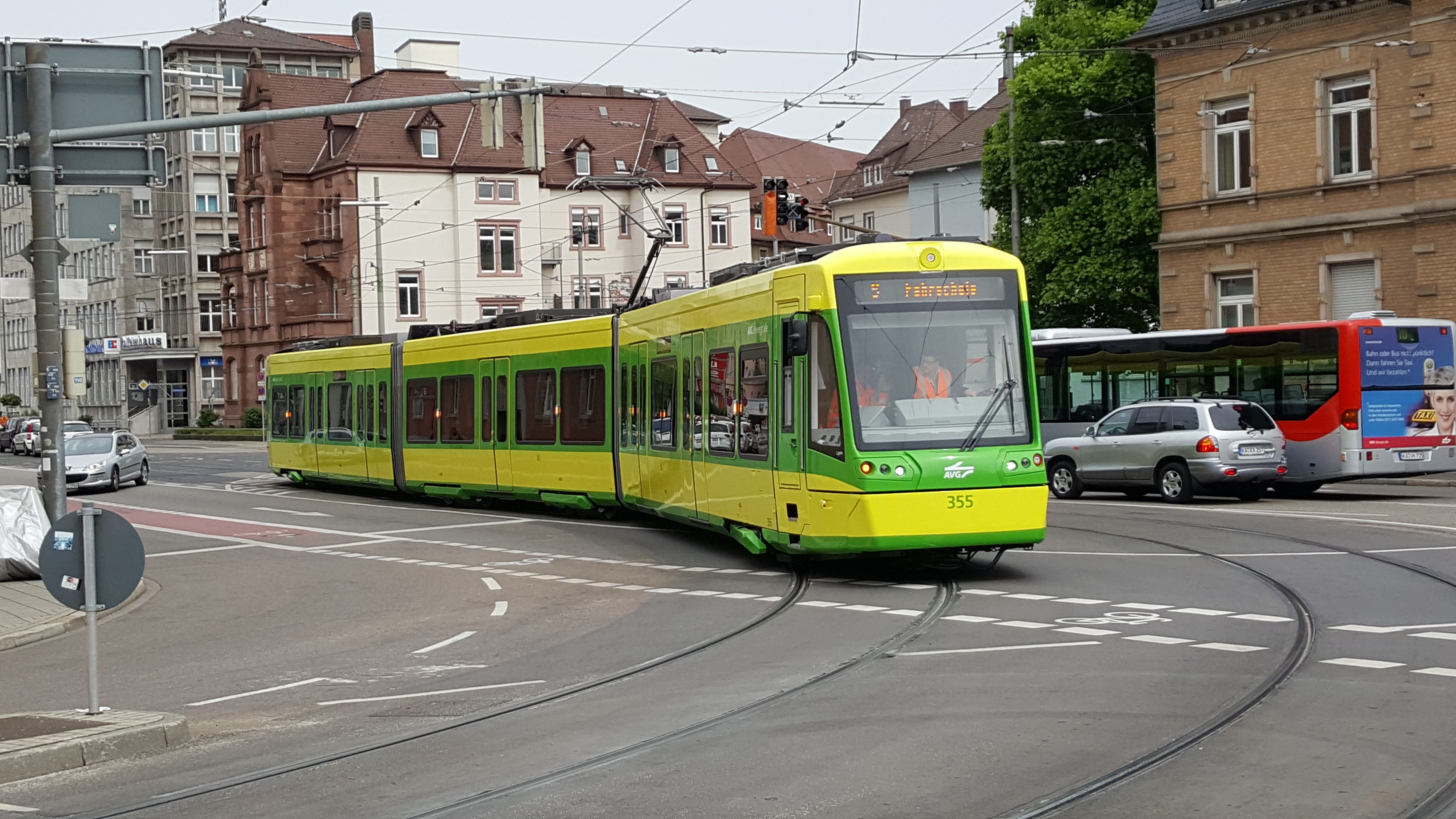
Jubiläumswagen 355 an der Ecke Ettlinger Straße/Poststraße

Anlässlich des sechzigjährigen Bestehens der AVG im Jahr 2017 erhielt der Wagen 355 einen grün-gelben Anstrich, wie ihn die AVG erstmals 1975 bei den Wagen AVG 22–25 einführte und bis in die 1980er Jahre verwendete.

## Einsatz

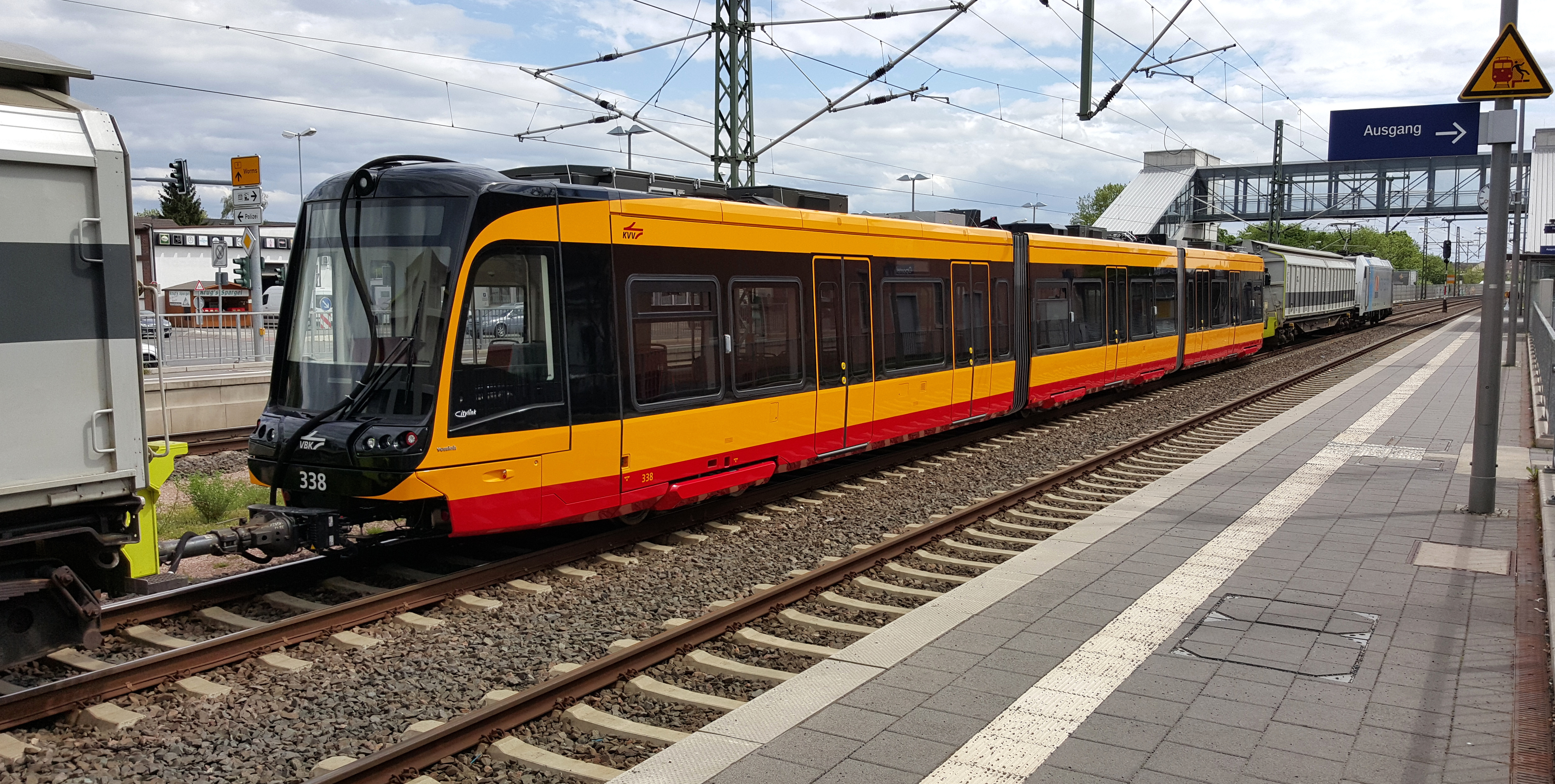
Fahrzeug 338 im Mai 2015 im Bahnhof Oppenheim als Überführungsfahrt auf dem Weg vom Bahnhof Koblenz-Lützel nach Karlsruhe: Die neuen Fahrzeuge waren zum Aufnahmezeitpunkt seit Mai 2014 im Zulassungsprozess.

Nach Lieferung und Zulassung wurden die neuen Fahrzeuge im Innenstadtbereich auf allen Linien eingesetzt. Einsätze auf der Linie 2 wurden wegen des Wendedreiecks Lassallestraße vermieden, kamen jedoch gelegentlich vor. Nach dem Umbau des Streckenastes nach Rintheim wurden die schon seit über 50 Jahren in Karlsruhe eingesetzten hochflurigen Straßenbahnen des Typs GT8-D und GT8-60C und die 40 Jahre alten Wagen des Typs GT8-70C aus dem Linienbetrieb genommen, auch wenn die NET 2012 nur während Bauarbeiten die Linie 5 befahren. Ebenfalls wurden damit die nicht barrierefreien hochflurigen Fahrzeuge der Typen GT6-80C und GT8-80C auf den Stadtbahnlinien S1, S11 und S2 der Stadtbahn Karlsruhe ersetzt. Seit Juni 2018 fahren die Wagen im VBK-Netz hauptsächlich auf den Straßenbahnlinien 2, 3, 4 und der Stadtbahnlinie S2. Einsätze auf der Linien 1 finden zugunsten der größeren Kapazität der älteren GT6-70D/N in Doppeltraktion nur an Wochenenden statt.
Seit 19. Juli 2017 verkehren die Triebwagen auch auf den Linien S1 und S11, sowie seit Dezember 2021 auf der neuen Linie S12.
Die NET 2012 werden nur auf den Stadtbahnlinien der AVG in Doppeltraktion eingesetzt.

## Zwischenfälle
Am 1. September 2016 hat die Technische Aufsichtsbehörde für Straßenbahnen von den Verkehrsbetrieben Karlsruhe eine intensive technische Nachschau verlangt, wodurch die Fahrzeuge aus dem Betrieb genommen werden mussten. Am 9. September, einem Freitag, hat die TAB die Wiederinbetriebnahme erlaubt, ab dem folgenden Montag, dem ersten Schultag nach den Sommerferien, wurden die Fahrzeuge wieder eingesetzt.
Seit Anfang November 2016 kam es vermehrt zu unerklärlichen Zwangsbremsungen bei einigen, jedoch nicht allen, der Fahrzeuge. Im Januar 2017 soll[veraltet] nach Anpassungen an der Zugbeeinflussungsanlage, die die fälschlichen Auslösungen verhindern sollen, der reguläre Betrieb wiederaufgenommen werden.
Am 12. Januar 2017 hat sich bei einer Zwangsbremsung ein älterer Fahrgast leicht verletzt. Sie erfolgte, weil das Fahrzeug wegen eines Wackelkontakts eine Tür für geöffnet hielt.